# يوسف علي كينيديد
يوسف علي كينيديد (بالصومالية: Yuusuf Cali Keenadiid) ، (1890 — 14 أغسطس 1911)  كان ملكًا وسلطانًا صوماليًا، وهو مؤسس سلطنة هوبيو في أبريل 1878. خلفه  ابنه علي يوسف كينيديد بعد وفاته.

## عائلته
وُلِد يوسف علي كينيديد في فرع باه يعقوب (جزء من فرع باه ديروبلي الأكبر) لعائلة عثمان محمود ، ماجيرتين دارود. وهو والد عثمان يوسف كينيديد ، الذي سيواصل كتابة النص العثماني للغة الصومالية. حفيد يوسف علي، ياسين عثمان كينيديد، ساعد لاحقًا في تأسيس جمعية اللغة الصومالية وآدابها. 
لم يكن يوسف علي من سلالة السلالات السابقة التي حكمت شمال شرق الصومال. جمع ثروته بشكل مستقل، وتطور لاحقًا إلى قائد عسكري ماهر يقود قوات أعلى رتبة. لم يكن "كينيديد" هو لقبه، بل هو لقب منحه له منافسوه. 
حسب العرف السائد بين التجار الحضريين البارزين في تلك الفترة، لضمان النجاح التجاري في الداخل، تزوج كينيديد من امرأة محلية. وأثناء سفره إلى الساحل بصفته أميرًا تاجرًا ، كان يعهد بعد ذلك بشؤون أعماله إلى زوجته الثانية خديجة. تضمنت واجباتها أثناء غياب زوجها الحفاظ على المعاملات التجارية القائمة مع السكان المحليين، وتحصيل الديون، وتأمين القروض، والحفاظ على مخزون البضائع الذي تم الحصول عليه خلال الرحلات السابقة. 
خلفه ابنه علي يوسف علي في منصب سلطان هوبيو.

## السلطنات ماجيرتين وهوبيو
في البداية، كان هدف كينيديد هو السيطرة على سلطنة ماجيرتين المجاورة (ميجورتينيا)، والتي كان يحكمها بعد ذلك ابن عمه ملك عثمان محمود. ومع ذلك، لم ينجح في هذا المسعى، واضطر في النهاية إلى المنفى في اليمن. بعد عقد من الزمان، في سبعينيات القرن التاسع عشر، عاد كينيديد من شبه الجزيرة العربية مع فرقة من الفرسان الحضرمي ومجموعة من المساعدين المخلصين.

## اتفاقية حماية هوبيو الإيطالية (معاهدة)
بعد تعزيز سلطته في هوبيو، لحماية نفسه من المزيد من العداء الزنجيباري، وقع معاهدة حماية مع إيطاليا، التي لا تزال قوة موجودة بشكل اسمي فقط. في الواقع ، فإن طلب الحماية من المملكة المتحدة  والذي تم ترسيخه بالفعل في عدن وبربرة، كان سيعني الحد من استقلالية الفرد وبالتالي الحد من طموحاته. كما أبلغ يوسف علي نفسه السلطات الإيطالية بأول اتصالات لإنشاء المحمية. ومع ذلك، لم يكن هناك تدخل مباشر وكان هذا على الأرجح دليلًا على أن اختيار إيطاليا كحامية يمكن أن يكون أكثر ملاءمة على وجه التحديد لأنها غير قادرة على التدخل في الشؤون الداخلية للسلطنة. وربما كان هذا هو السبب وراء تمكن كينيديد لاحقًا من إقناع ملك عثمان الأكثر ترددًا بقبول مظلة الحماية الإيطالية فوق السلطنة في باري. ستلعب الحماية الإيطالية دورًا مهمًا للغاية في توسع السلطنة نحو الداخل. في عام 1889، عندما تم توقيع اتفاقية الحماية، تم توطيد سلطة السلطان فقط على امتداد محدود من الساحل: من ناحية أخرى، اعترف به الاتفاق كسيد بين رأس أواث (آباد)، في الشمال، حتى في مريج عند الظهيرة، ثم المخرج بأكمله إلى بحر منطقة هبر جدير. وبدلاً من ذلك، تم استبعاد الجزء الشمالي من مدج، عمر محمود، مبدئيًا من الاتفاقية ، بما في ذلك منطقة أبغال-وايسيلي في ميريج والتي كما سنرى ستكون مصدر النزاعات اللاحقة. كانت هذه المظلة الواقية ضمانة من تدخلات القوى الخارجية الأخرى من بينها ألمانيا. لكن توسيع سيادة السلطنة إلى الداخل كان بمبادرة شخصية من السلطان.
نصت شروط كل معاهدة على أن على إيطاليا الابتعاد عن أي تدخل في إدارات السلطنة. في مقابل الأسلحة الإيطالية والدعم السنوي، تنازل السلاطين عن الحد الأدنى من الرقابة والتنازلات الاقتصادية. كما وافق الإيطاليون على إرسال عدد قليل من السفراء للترويج لكل من السلطنات ومصالحهم الخاصة.

## منفاه من المملكة
ومع ذلك، توترت العلاقة بين سلطنة أوبيا وإيطاليا عندما رفض السلطان كينيديد اقتراح الإيطاليين بالسماح لوحدة بريطانية من القوات بالنزول في سلطته حتى يتمكنوا بعد ذلك من مواصلة معركتهم ضد ديرى غورى وقوات الدراويش التابعة لأميره محمد عبد الله حسن. نظرًا لكونه يمثل تهديدًا كبيرًا من قبل الإيطاليين، تم نفي السلطان كينيديد في النهاية إلى عدن في اليمن ثم إلى إريتريا، كما كان ابنه علي يوسف، الوريث الظاهر لعرشه. ومع ذلك، على عكس المناطق الجنوبية، لم تكن السلطنات الشمالية خاضعة للحكم المباشر بسبب المعاهدات السابقة التي وقعتها مع الإيطاليين.

### على سوجي
وفقًا لأنجوس هاميلتون، كان علي حاج أحمد آدم سوجي هو القائد الأعلى رتبة في صفوف الدراويش في عام 1903، حيث أطلق على علي سوجي لقب "الملازم الأول". يذكر أنجوس أيضًا أنه نظرًا لرتبة علي سوجي العالية، استهدف يوسف علي كينيديد علي سوجي بدلاً من الملا.  على الرغم من أن علي سوجي كان يقود جيش الدراويش في أوائل عام 1903، إلا أنه قبل معركة روجا كان يترأس سلاح الفرسان الدراويش.